# فلیکس مارو
فلیکس مارو (به انگلیسی: Felix Morrow) با نام اصلی Felix Mayrowitz (زاده ۳ ژوئن ۱۹۰۶ - درگذشته ۲۸ مه ۱۹۸۸) نویسندهٔ آمریکایی که گرایش‌های تروتسکیستی داشت و اثر کلاسیک او در مورد تاریخ عینی انقلاب اسپانیا، مشهور است.